# 덴류지 (한노시)
네노콘겐 텐류지 (子の権現 天龍寺)는 사이타마현 한노시에 있는 천태종의 사원이다. 표고 640ｍ. 쇼마루고개(正丸峠) 이즈가타케(伊豆ヶ岳)에서 동쪽으로 이어지는 산들의 산정이며 등산으로 방문하는.사람들도 많다. 입구에는 도리이(鳥居)가 있고 신불습합(神仏習合) 절로 알려져 있다.

## 역사
연기(縁起)에 의하면 연희(延喜)11년(911년)6월13일, 네노히지리(子ノ聖)가 처음으로 이곳에 11면 관음을 모시고 텐류지를 창건했다. 그 후 제자 혜성상인(恵聖上人)이 네노히지리를 다이콘겐(大権現)으로 받들어 네노히지리 다이콘겐사(子ノ聖大権現社)를 건립했다. 네노히지리는 승천할적에 「나는 화연(化縁)을 다하였기에 적광(寂光)의 본토로 돌아가야 한다. 그러나 이 산에 수적(垂迹)하여 오래도록 중생을 지키겠다. 내가 등산할 적 화마에 의해 허리나 다리를 다쳐 괴로울때가 있었다. 그러므로 허리부터 아래를 앓고있는 자, 일심으로 기도하면 영험을 얻게 할 것이다.」라고 맹세하였다. 이래 다리 허리 수호의 신불로서 신앙의 대상이 되고 있다. 그 후 데와국(出羽国)의 하구로마츠(羽黒末)로서 법자상속을 해왔는데 보영(宝永)2년(1705년) 린노지미야(輪王寺宮)의 말사(末寺)가 되어 메이지 원년(1868년)유신 개혁에 의해 엔략쿠지마츠(延暦寺末)가 되었다.

## 다리 허리 수호와 철 짚신
다리 허리 수호와 철 짚신
옛부터 다리 허리 수호의 신불로서 널리 신앙의 대상이 되어 본존에 신발을 봉납하고 각자의 소원을 비는 관습이 있어 경내에 있는 무게2톤의 일본 제일의 철제 짚신은 그 신앙의 상징적 심볼이다. 현재도 기원을 위해 수많은 짚신이나 신발이 걸려있다. 다리 허리의 상태가 좋지않은 사람은 물론 옛날에는 인력거, 짐차관계자, 농림어업 종사자, 트레일 런이나 하이킹 애호가들이 연간 참배한다.  근년에는 인간의 다리를 대신하여 자동차나 자전거, 오토바이의 무사고 교통안전을 기원하는 사람도 많다.

## 기타

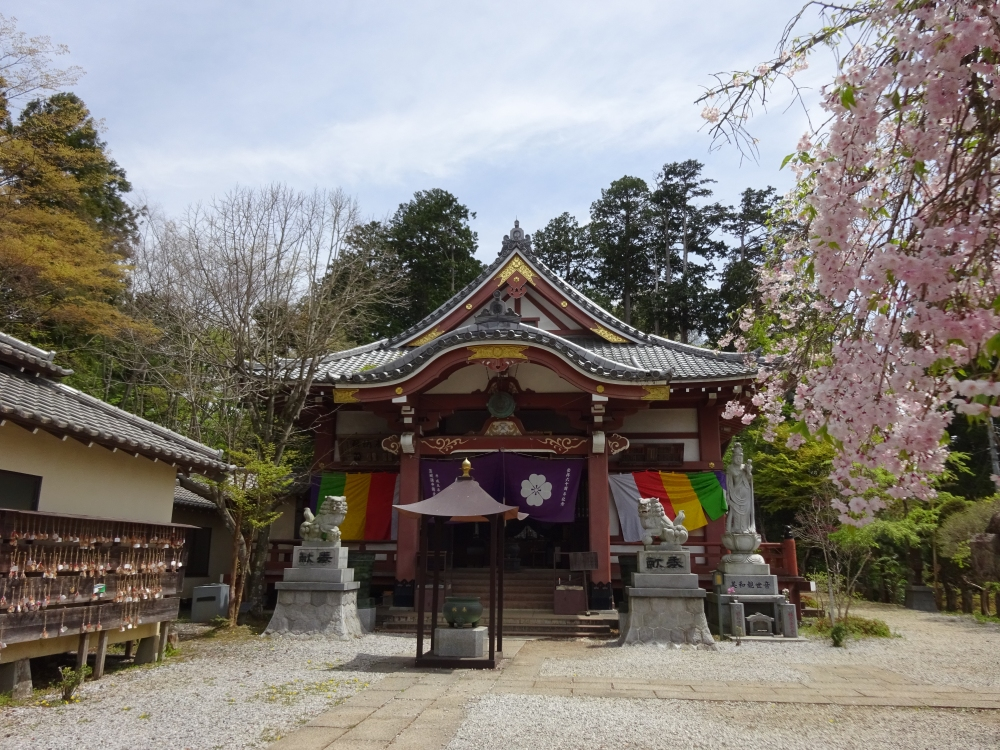
本堂
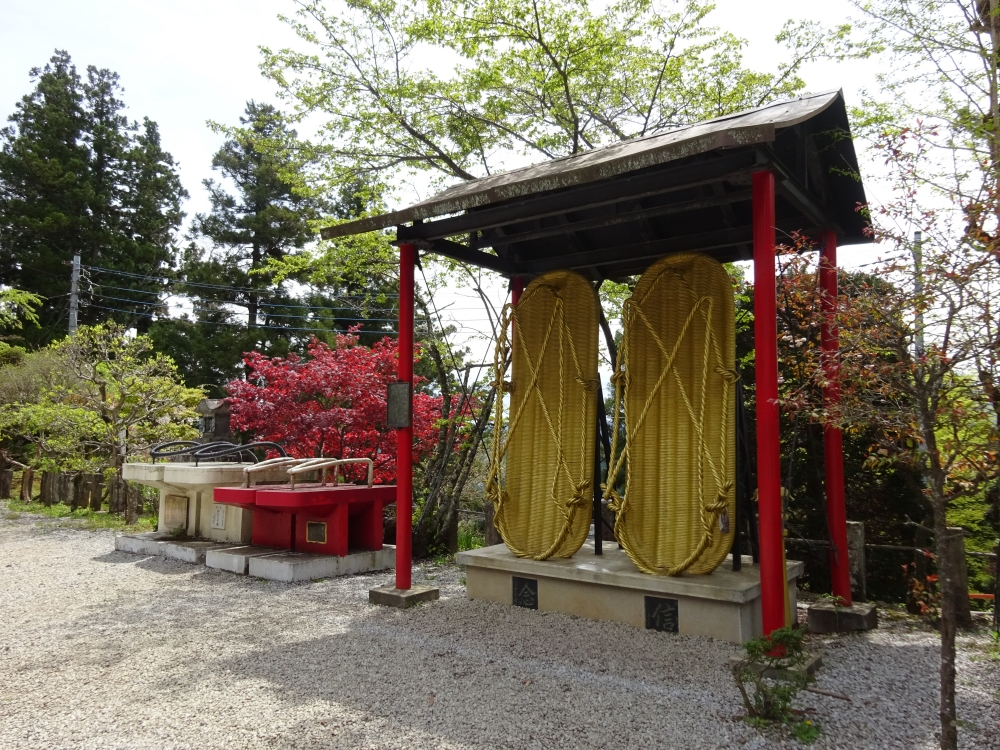
鉄わらじ
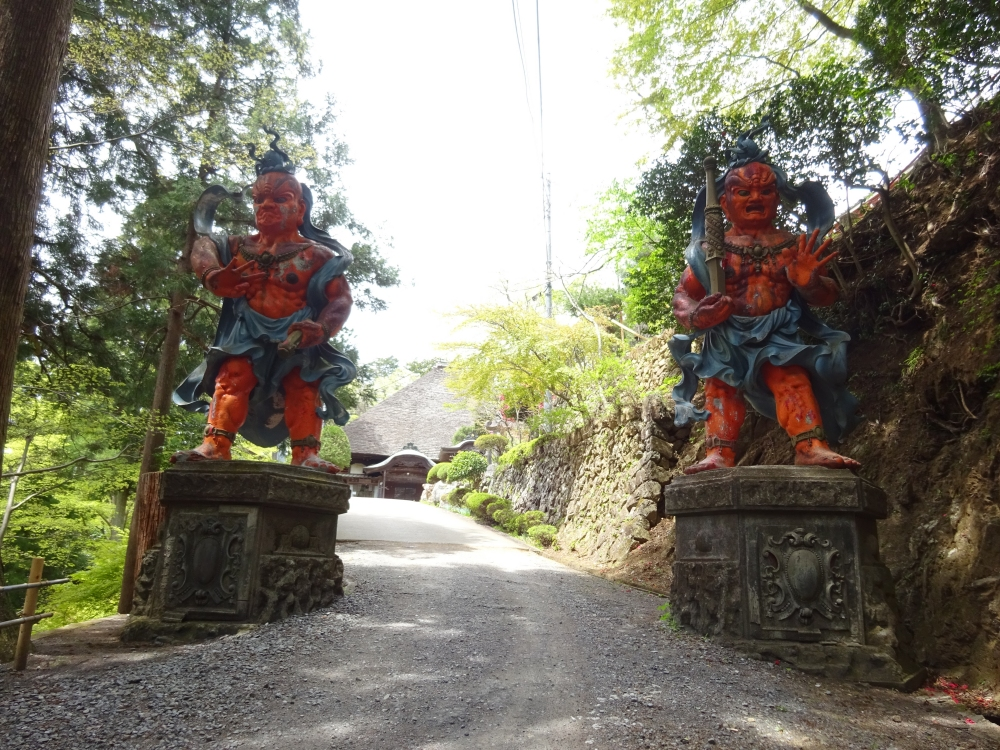
仁王像
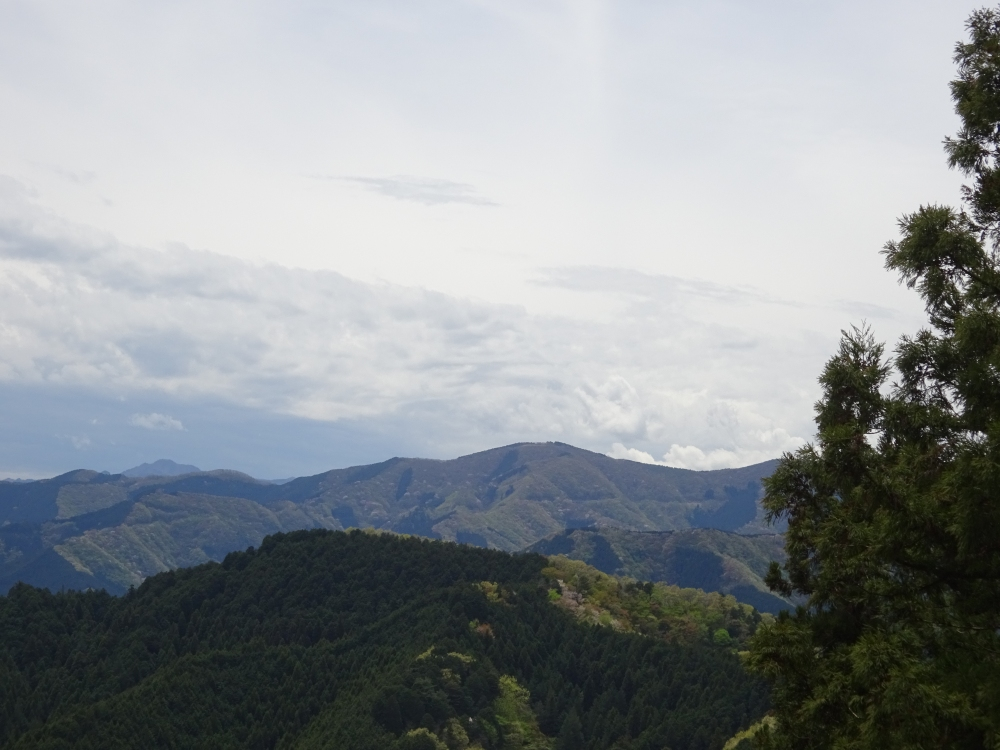
境内からの眺望

## 악세스
국도 299호에서 남쪽길(사이타마현도395호 미나미가와카미나구리선. 전면포장)
사이타마현도 한노나구리선에서 간판을 따른 도로.
주차장있음.
아가노역, 니시아가노역에서 도보 약90분(하이킹도)

## 부근의 산, 사찰
이즈가타케(표고850.9ｍ)伊豆ヶ岳（標高）
다케데라（표고490ｍ）도보약70분　신불습합의 사원
텐카쿠산（표고445.5ｍ）
쇼마루　고개（표고636ｍ）
한노 알프스